# 585
Évszázadok: 5. század – 6. század – 7. század
Évtizedek: 530-as évek – 540-es évek – 550-es évek – 560-as évek – 570-es évek – 580-as évek – 590-es évek – 600-as évek – 610-es évek – 620-as évek – 630-as évek
Évek: 580 – 581 – 582 – 583 –  584 – 585 – 586 – 587 – 588 – 589 – 590

## Események

### Bizánci Birodalom
- IV. Hurmuz perzsa sah békét ajánl Maurikiosz császárnak, de ismerve annak szorult helyzetét (a szlávok és az avarok az egész Balkánt dúlják, már Konstantinápolyt veszélyeztetik) cserébe Örményországot kéri. Maurikiosz elutasítja az ajánlatot.

### Európa
- Guntram burgundiai király hadseregével fellép a trónkövetelő Gundovalddal szemben, aki a Pireneusok lábánál fekvő Commingesben keres menedéket. Rövid ostrom után hívei kiadják Gundovaldot, akit Guntram katonái megölnek, majd a magát megadó várost felgyújtják, lakóit pedig lemészárolják.
- A 15 éves II. Childebert austrasiai (a Frank Birodalom keleti fele) király nagykorúvá válik és átveszi régens anyjától, Brünhildától a kormányzást.
- Hispániában Liuvigild vizigót király Audeca trónbitorlását véve ürügyül megtámadja és legyőzi a szvébeket, királyságukat annektálja.[1] Guntram burgundiai király a szvébeket segítve betör a vizigótok által uralt Septimaniába és hajókon élelmiszert küld nekik. Audecát elfogják, kényszerrel szerzetesi fogadalmat tétetnek vele és Bejába száműzik. Malaric vezetésével felkelés robban ki a gót megszállók ellen, de lázadásukat leverik. Liuvigild az ariánusból katolikussá vált szvébek földjén ismét visszaállítja az ariánus egyházat.
- Liuvigild lefejezteti lázadó fiát, Hermenegildet.
- Galliában éhínség pusztít.
- A harmadik mâconi zsinaton szabályozzák az egyházi tizedet, valamint egy fordítás kapcsán arról vitáznak, hogy a nőknek van-e lelkük. Bár a zsinat megállapítja hogy van, 17. századi protestáns teológusok félremagyarázva a vitát azt állítják, hogy a katolikus egyház szerint a nők nem számítanak teljes értékű emberi lénynek.
- Meghal Frithuwald berniciai király Utóda öccse (?) Hussa.
- Trónra kerül Creoda, Mercia első ismert királya.

### Kelet-Ázsia
- Meghal Ming, a Szuj-dinasztia vazallusának számító Nyugati Liang-dinasztia császára. Utóda fia, Hsziao Cung, a Csing uralkodói nevet veszi fel.
- Feketehimlőben meghal a 47 éves Bidacu japán császár. Utóda öccse, Jómei.

## Születések
- II. Theudebert, frank király

## Halálozások
- április 13. – Hermenegild, vizigót herceg
- szeptember 14. – Bidacu, japán császár
- Liang Ming-ti, a Nyugati Liang dinasztia császára
- Frithuwald, berniciai király
- Gundovald, frank trónkövetelő
- Cassiodorus, nyugatrómai államférfi, író

## Fordítás
- Ez a szócikk részben vagy egészben  a(z)   585 című angol Wikipédia-szócikk ezen változatának fordításán alapul.  Az eredeti cikk szerkesztőit annak laptörténete sorolja fel. Ez a jelzés csupán a megfogalmazás eredetét és a szerzői jogokat jelzi, nem szolgál a cikkben szereplő információk forrásmegjelöléseként.